# Coleophora albicinctella
Coleophora albicinctella é uma espécie de mariposa do gênero Coleophora pertencente à família Coleophoridae.